# アクラノン語
アクラノン語（アクラノンご、アクラノン語: Inakeanon、英: Aklan language）は、オーストロネシア語族に属する言語である。話者はフィリピンのパナイ島アクラン州に居住するアクラノン族の人々である。アクラン語、アケアノン語とも呼ばれる。

## 言語名別称
- Aklan
- Aklano
- Aklanon
- Aklanon-Bisayan
- Panay